# Robert Winnicki
Robert Artur Winnicki (ur. 18 lipca 1985 w Zgorzelcu) – polski polityk, w latach 2009–2013 prezes Młodzieży Wszechpolskiej, jeden z twórców oraz pierwszy prezes Ruchu Narodowego (2014–2023), poseł na Sejm RP VIII i IX kadencji.

## Życiorys

### Wykształcenie i działalność zawodowa
Jego przodkowie pochodzą z Kresów Wschodnich. Robert Winnicki ukończył w 2004 liceum ogólnokształcące w Lubaniu. Od tego samego roku studiował politologię na Uniwersytecie Wrocławskim. Kilkakrotnie przerywał studia, których ostatecznie nie ukończył. Pracował w biurze nieruchomości i jako sprzedawca, zajmował się też prowadzeniem hotelu.

### Kariera polityczna

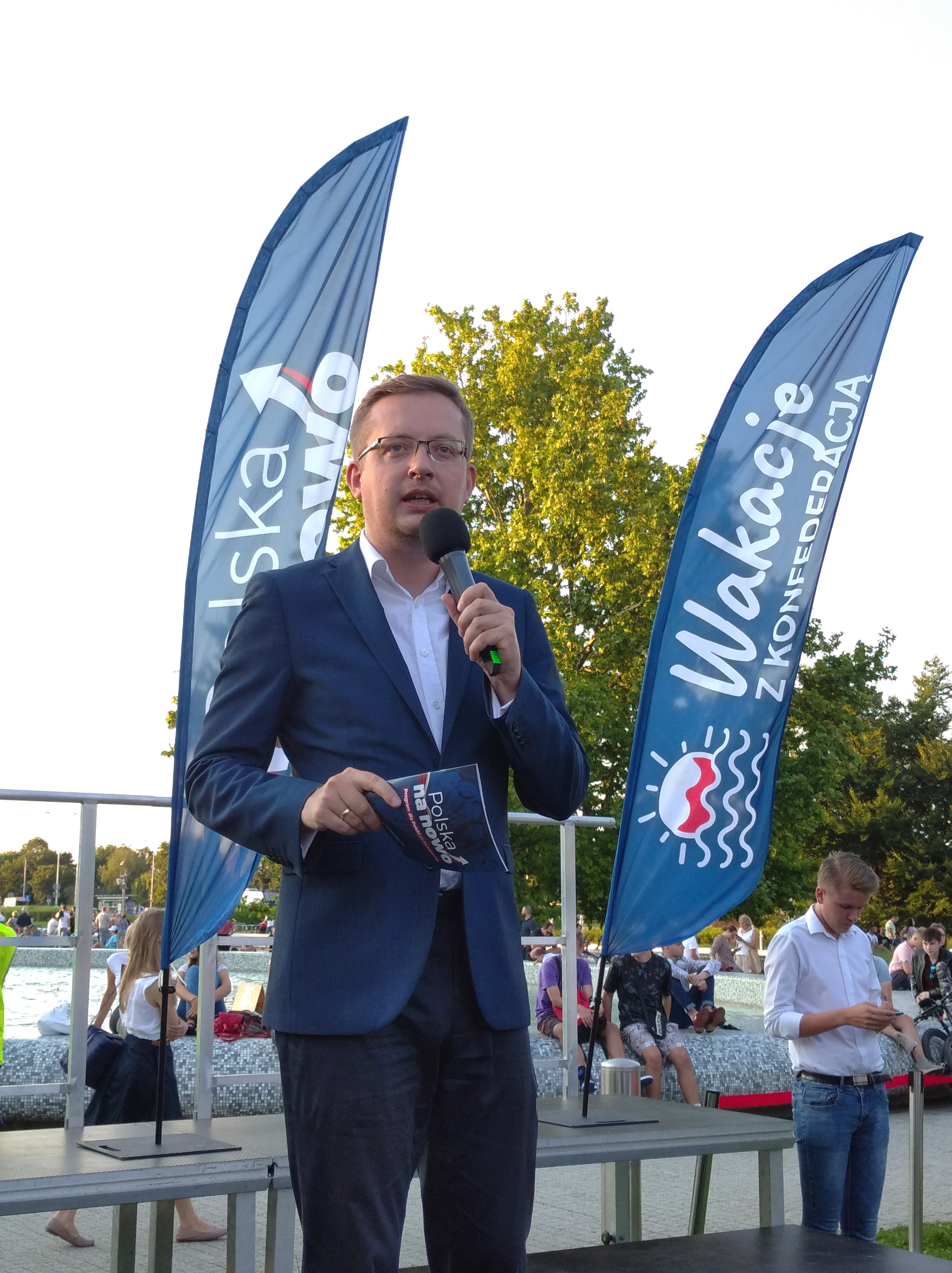
Robert Winnicki podczas finału trasy „Wakacje z Konfederacją” (2021)

W wyborach parlamentarnych w 2007 kandydował do Sejmu (jako bezpartyjny) z listy Ligi Polskich Rodzin, która nie uzyskała mandatów. Od 14 marca 2009 do 13 kwietnia 2013 był prezesem Młodzieży Wszechpolskiej (potem został jej honorowym prezesem). Był jednym z głównych organizatorów inicjatywy Marsz Niepodległości oraz jednym z twórców Ruchu Narodowego. Zasiadał w radzie decyzyjnej tej organizacji.
10 grudnia 2014, po ogłoszeniu powstania partii Ruch Narodowy, Robert Winnicki został jej prezesem. 13 czerwca 2015 podczas I kongresu Ruchu Narodowego został ponownie wybrany na stanowisko prezesa partii. W wyborach do Parlamentu Europejskiego w Polsce w 2014 był kandydatem RN z pierwszego miejsca na liście w okręgu małopolsko-świętokrzyskim, uzyskał 7776 głosów, nie zdobywając mandatu. W wyborach samorządowych w tym samym roku jako kandydat RN bez powodzenia ubiegał się o urząd prezydenta Wrocławia, jak również bezskutecznie kandydował do sejmiku dolnośląskiego.
W wyborach parlamentarnych w 2015 startował ponownie do Sejmu z pierwszego miejsca na liście komitetu wyborczego Kukiz’15 w okręgu legnickim. Uzyskał 11 802 głosy i został wybrany na posła VIII kadencji. W lutym 2016 nieprawomocnym wyrokiem Sądu Rejonowego dla Warszawy-Śródmieścia w Warszawie został uznany za winnego popełnienia przestępstwa podżegania do stosowania przemocy wobec funkcjonariuszy policji i skazany na karę grzywny. W kwietniu tego samego roku, w wyniku decyzji rady politycznej RN, wystąpił z klubu poselskiego Kukiz’15. W 2018 ponownie kandydował do sejmiku, jednak RN nie uzyskał mandatów.
W 2016 został członkiem Parlamentarnego Zespołu ds. Bezpieczeństwa Programu Szczepień Ochronnych Dzieci i Dorosłych.
W kwietniu 2018 Sąd Rejonowy dla Warszawy-Śródmieścia skazał go nieprawomocnie na karę grzywny w wysokości 10 tys. zł, taką samą nawiązkę na rzecz Fundacji Pomocy Wdowom i Sierotom po Poległych Policjantach oraz pokrycie kosztów sądowych i zwrot kosztów adwokackich za nazwanie w 2014 komendanta głównego policji „bandytą w mundurze” i „politycznym pachołkiem”. We wrześniu 2018 wyrok został utrzymany przez Sąd Okręgowy w Warszawie.
W 2019 współtworzył w imieniu RN Konfederację KORWiN Braun Liroy Narodowcy na wybory do Parlamentu Europejskiego. W marcu tegoż roku przystąpił do nowo powołanego koła poselskiego Konfederacja. Kandydował z listy tej koalicji w wyborach europejskich w tym samym roku. Został następnie jednym z liderów federacyjnej partii pod nazwą Konfederacja Wolność i Niepodległość. W wyborach parlamentarnych w 2019 uzyskał z jej ramienia poselską reelekcję, otrzymując 22 639 głosów w okręgu podlaskim.
12 maja 2023 ogłosił swoją rezygnację z funkcji prezesa Ruchu Narodowego, motywując to przyczynami zdrowotnymi. W lipcu tego samego roku ogłosił, że z uwagi na stan zdrowia nie będzie kandydował w wyborach parlamentarnych w 2023.

## Wyniki wyborcze
| Wybory | Komitet wyborczy                             | Komitet wyborczy                          | Organ                                         | Okręg        | Wynik          |
| ------ | -------------------------------------------- | ----------------------------------------- | --------------------------------------------- | ------------ | -------------- |
| 2007   |                                              | Liga Polskich Rodzin                      | Sejm VI kadencji                              | nr 1         | 52 (0,01%)     |
| 2014   |                                              | Ruch Narodowy                             | Parlament Europejski VIII kadencji            | nr 10        | 7776 (0,85%)   |
| 2014   | Sejmik Województwa Dolnośląskiego V kadencji | Ruch Narodowy                             | nr 4                                          | 1189 (0,84%) |                |
| 2014   | Prezydent Wrocławia                          | Ruch Narodowy                             | –                                             | 2415 (1,38%) |                |
| 2015   |                                              | Kukiz’15                                  | Sejm VIII kadencji                            | nr 1         | 11 802 (3,31%) |
| 2018   |                                              | Ruch Narodowy                             | Sejmik Województwa Dolnośląskiego VI kadencji | nr 4         | 1746 (0,98%)   |
| 2019   |                                              | Konfederacja KORWiN Braun Liroy Narodowcy | Parlament Europejski IX kadencji              | nr 3         | 26 248 (3,31%) |
| 2019   |                                              | Konfederacja Wolność i Niepodległość      | Sejm IX kadencji                              | nr 24        | 22 639 (4,35%) |

## Życie prywatne
Żonaty z Beatą z domu Wilk, z którą ma dwóch synów.